# International Love
"International Love" – piosenka dance-popowa stworzona na szósty album studyjny amerykańskiego rapera Pitbulla pt. Planet Pit. Wyprodukowany przez Soulshock & Biker oraz Seana Hurley, utwór wydany został jako czwarty i ostatni oficjalny singel promujący krążek dnia 27 maja 2011 roku. Utwór jest nominowany do nagrody MTV Europe Music Awards 2012 w kategorii Najlepsza piosenka.

## Teledysk
8 grudnia 2011 roku ukazał się zwiastun teledysku, a dzień później 9 grudnia ukazała się jego pełna wersja. Reżyserią widea zajął się David Rousseau.

## Lista utworów
- Digital download[4]

1. "International Love" – 3:49

- CD single[5]

1. "International Love" (Album version) – 3:49
2. "International Love" (Jump Smokers Radio Mix) – 4:27

## Notowania
| Lista (2011-12)                           | Najwyższa pozycja |
| ----------------------------------------- | ----------------- |
| Australia (ARIA)                          | 15                |
| Austria (Ö3 Austria Top 40)               | 8                 |
| Belgia (Ultratip Flanders)                | 20                |
| Belgia (Ultratip Wallonia)                | 13                |
| Kanada (Canadian Hot 100)                 | 10                |
| Czechy (IFPI)                             | 5                 |
| Dania (Tracklisten)                       | 30                |
| Finlandia (Suomen virallinen lista)       | 7                 |
| Francja (SNEP)                            | 6                 |
| Niemcy (Media Control)                    | 21                |
| Węgry (Single Top 10)                     | 2                 |
| Irlandia (Irish Singles Chart)            | 8                 |
| Holandia (Dutch Top 40)                   | 61                |
| Meksyk Airplay                            | 16                |
| Nowa Zelandia (RIANZ)                     | 7                 |
| Norwegia (VG-lista)                       | 13                |
| Rumunia (Romanian Top 100)                | 44                |
| Szkocja (Official Charts Company)         | 8                 |
| Słowacja (IFPI)                           | 1                 |
| Hiszpania (PROMUSICAE)                    | 3                 |
| Szwecja (Sverigetopplistan)               | 34                |
| Szwajcaria (Schweizer Hitparade)          | 13                |
| Wielka Brytania (Official Charts Company) | 10                |
| US Billboard Hot 100                      | 13                |

## Historia wydania
| Kraj              | Data                 | Format                          |
| ----------------- | -------------------- | ------------------------------- |
| Stany Zjednoczone | 27 maja 2011         | Digital download - Promo Single |
| Stany Zjednoczone | 11 października 2011 | Rhythmic radio                  |
| Stany Zjednoczone | 1 listopada 2011     | Mainstream radio                |
| Australia         | 7 listopada 2011     | Contemporary Hit Radio, Nights  |
| Wielka Brytania   | 14 listopada 2011    | Digital download                |
| Niemcy            | 10 lutego 2012       | CD single                       |